# Servicio de Evacuación de Refugiados Españoles
El Servicio de Evacuación de Refugiados Españoles o Servicio de Emigración de los Republicanos Españoles (SERE) fue el primer organismo de auxilio a los republicanos exiliados a causa de la guerra civil española, creado en París en febrero de 1939 y adscrito a la dirección de Juan Negrín (en julio de 1939 se creó la Junta de Auxilio a los Republicanos Españoles, en la órbita de Indalecio Prieto). Su presidente fue Pablo de Azcárate, quien durante la guerra había sido embajador de España en Londres, aunque el verdadero control estuvo en manos del ministro de Hacienda en el exilio, Francisco Méndez Aspe.
Ante la presión de las autoridades francesas, azuzadas por el gobierno franquista, el SERE desapareció a comienzos de 1940, siendo disuelta oficialmente el 16 de mayo de 1940, apenas un mes antes de la Caída de París ante los nazis.

## Historia
Méndez Aspe fue el hombre fuerte dentro del SERE, debido a su control de las "finanzas" del exilio Debido a ello los puestos de presidente, que ocupaba Pablo de Azcárate, y hasta cierto punto del director, ocupado por Bibiano Fernández Osorio y Tafall, eran superfluos, razón por la cual Azcárate, que ya había presentado por primera vez su dimisión al constituirse la JARE, y Osorio y Tafall presentaron su dimisión en octubre de 1939. El puesto de presidente se suprimió. En el caso de Osorio y Tafall su dimisión tuvo también dimensión política de diferencias con Negrín, puesto que no volvió a participar en actividades políticas. No así en el caso de Azcárate. Méndez Aspe se encargó de la reorganización del servicio.
En representación del SERE en México, se creó el Comité Técnico de Ayuda a los Refugiados Españoles (CTARE) encabezado por el doctor José Puche Álvarez y cuyo objetivo sería recibir, alojar, proporcionar auxilio y distribuir a los inmigrantes por el territorio mexicano. El SERE fue el responsable de algunas de las expediciones de refugiados hacia América más conocidas: a bordo del buque Sinaia (Sète 25/05/1939-Veracruz 13/06/1939; 1599 refugiados), el Ipanema y el Mexique. Se estiman en unos 6000 los refugiados llegados a los Estados Unidos Mexicanos de la mano del SERE. 
En julio de 1939 el SERE suspendió las ayudas sin dar más explicaciones, supuestamente agotados sus recursos. El CTARE pidió auxilio económico a la delegación (mexicana) de la JARE, presidida por Prieto, para atender las necesidades económicas requeridas para el desembarque de los aproximadamente 600 pasajeros del buque Cuba. El CTARE también suspendió el servicio de comedores y albergues en México en julio de 1940. Todas las gestiones de la JARE encaminadas a hacer posibles embarques colectivos de refugiados españoles, ya en Francia o en el norte de África, resultaron infructuosas, si bien en 1941 consiguió hacer efectivo el viaje del buque portugués Quanza desde Casablanca con cerca de 400 refugiados, y en marzo de 1942 el del buque Nyassa con otros 800.
A todos estos buques cabe añadir el viaje del Winnipeg, gestionado por Pablo Neruda, que entró en el puerto de Valparaíso (Chile) el 3 de septiembre de 1939 con alrededor de 2200 pasajeros.
Con objeto de escolarizar a los hijos de los refugiados, el SERE creó en México el Instituto Luis Vives (agosto de 1939), todavía hoy en funcionamiento. Asimismo, en 1940 se crearon en otras localidades (Veracruz, Córdoba, Torreón, Tampico y Tapachula así como los que funcionaron en Jalapa y en Cuernavaca) los colegios Cervantes.[cita requerida]
El SERE continuó desarrollando sus actividades en Francia durante 1940 aunque de forma limitada, debido a las presiones policiales (especialmente desde diciembre de 1939), las dificultades impuestas por las autoridades francesas y el progresivo agotamiento de los fondos. El 10 de mayo de 1940, la policía intervino las oficinas del SERE en París y se incautaron de toda la documentación que encontraron, la cual posteriormente desaparecería. Empleados del SERE como su administrador, José Rancaño, y el secretario general, José Ignacio Mantecón, terminaron recluidos en el campo de concentración de Vernet, mientras que otros como Alejandro Viana pudieron huir. A finales de mayo se ordenó la clausura del SERE, con lo que finalizó su actividad en Francia.
La gestión del SERE ha recibido duras críticas del historiador libertario Francisco Olaya Morales, que considera que sus fondos procedían del expolio, fueron administrados sin control alguno, y en beneficio único de altos cargos republicanos afines a Negrín. Las investigaciones más recientes, por contra, desmienten tales acusaciones y consideran que la acción del SERE resultó encomiable e indispensable en aquel complejo contexto. Se ha documentado que, en 1939, los fondos disponibles (insuficientes para atender a todos los refugiados en Francia) se destinaron en su mayor parte a la evacuación en barco de exiliados, así como a instalación de refugios, atención a internados en campos de concentración, auxilios en metálico a refugiados y sólo un 6,7 % a gastos administrativos.

## Legado documental
Los archivos del CTARE se encuentran desde 1981 en el Archivo Histórico del Instituto Nacional de Antropología e Historia en México. Por otro lado los archivos de Juan Negrín se encuentran depositados en la Fundación Juan Negrín, Las Palmas de Gran Canaria, cedidos por su nieta  Carmen Negrín.